# Teodora Ricci-Bàrtoli
Teodora Ricci-Bàrtoli, född 1750, död 1806, var en venetiensk skådespelare. 
Hon var student till Francesco Bartoli, som hon gifte sig med år 1769. Hon var republiken Venedigs ledande scenstjärna under sin samtid. Hon blev känd för sin inblandning i den så kallade Gratarol-affären år 1775. 